# Leonardo Zanassi
Leonardo Zanassi (Berisso, Buenos Aires, 9 de julio de 1974) es un exjugador de baloncesto argentino que se desempeñaba en las posiciones de alero y ala-pívot. Desarrolló su carrera como profesional en Argentina e Italia, jugando en diversas categorías. Su hijo Franco Zanassi también es un baloncestista profesional.

## Trayectoria
Formado en la cantera del club CEYE de Berisso, fue reclutado por Boca Juniors en 1989, haciendo su debut en el equipo que competía en la Liga Nacional de Básquet en 1991.
Permaneció en el club porteño hasta 1996, aumentando temporada a temporada la cantidad de minutos en cancha hasta llegar a jugar como titular en su último año. 
Se unió luego a Peñarol de Mar del Plata, donde jugaría hasta 1998. Hábil para encestar tiros de tres puntos, en febrero de 1997 anotó 13 triples en un partido ante Racing, registrando así el máximo récord de la LNB de cantidad de triples anotados por un solo jugador en un solo encuentro (la marca duraría hasta diciembre de 2010, cuando Leonardo Gutiérrez anotó 15 triples en un partido en que Peñarol de Mar del Plata se enfrentó a Boca Juniors). Un año después ganaría el Torneo de Triples de la LNB, organizado durante el Juego de las Estrellas de la competición.
Sus últimos dos años en la LNB transcurrieron entre 1998 y 2000, jugando para Ferro.
Zanassi continuó su carrera en el ascenso argentino, actuando sucesivamente con Central Entrerriano, Náutico Hacoaj y Regatas Corrientes. 
En 2003 abandonó su país para probar suerte en Italia. Debido a la reglamentación local para habilitar jugadores extranjeros, el argentino sólo pudo jugar en clubes de la Serie C. De ese modo fue miembro del Pallacanestro Urbania, Basket Cagli, Basket San Vincenzo y Basket Venturina. Su campaña en tierras europeas fue relativamente exitosa, ya que guio a sus equipos al ascenso en 2004, 2007 y 2008.
Regresó a la Argentina en septiembre de 2011 para jugar el Torneo Federal de Básquetbol con Estudiantes de La Plata. Luego de dos temporadas aportándole su experiencia al equipo platense, en 2013 decidió incorporarse a Hogar Social de Berisso para jugar sus últimos años en los torneos de la Asociación Platense de Básquetbol. Se retiró finalmente en noviembre de 2018.

## Selección nacional
Zanassi disputó el Campeonato Sudamericano de Baloncesto de Cadetes de 1991, organizado en Paraguay.